# Naucleopsis glabra
Naucleopsis glabra là một loài thực vật có hoa trong họ Moraceae. Loài này được Spruce ex Pittier mô tả khoa học đầu tiên năm 1912.